# 2. Floorball-Bundesliga 2024/25
Die 2. Floorball-Bundesliga 2024/25 war die 21. Spielzeit der zweithöchsten deutschen Spielklasse im Floorball der Männer. Nach vier Jahren wurde die Liga wieder in zwei anstatt drei Staffeln aufgeteilt. Sie begann am 31. August 2024 und die Hauptrunden endeten am 2. März 2025. Die Play-Offs fanden vom 9. bis 30. März statt, gefolgt von einer Relegation im April und Mai. Die Play-Down-Serie und deren Relegation fanden Ende März bis Mitte Mai statt.
Als Meister stieg der SC Potsdam zum ersten Mal in die 1. FBL auf, gefolgt zum dritten Aufstieg in die höchste Spielklasse vom SC DHfK Leipzig aus derselben Staffel, welcher sich gegen den VfL Red Hocks Kaufering in der Relegation durchsetzte. Dadurch und aufgrund fehlender aufstiegswilliger Teams aus den Regionalligen der Regionen Ost und Süd, gab es keinen Absteiger in der Süd-Ost Staffel. In der Nord-West-Staffel stieg nach vier Jahren der MTV Mittelnkirchen ab. TV Eiche Horn Bremen gewann in den Play-downs gegen den MTV und folgenden gegen den Regionalvizemeister Nord/West TSC Wellingsbüttel. 
Mit dem TSV Tollwut Ebersgöns nahm ein Zweitligist am Final4 teil.

## Teilnehmende Mannschaften

### Teilnehmer Staffel Nord/West
- Lilienthaler Wölfe
- TSV Tollwut Ebersgöns (Staffelsieger Süd/West)
- Frankfurt Falcons
- TV Eiche Horn Bremen
- Dümptener Füchse
- ETV Piranhhas II
- MTV Mittelnkirchen
- BSV Roxel
- SSF Dragons Bonn II (Aufsteiger)
- Hannover 96 (Aufsteiger)

### Teilnehmer Staffel Süd/Ost
- Red Devils Wernigerode (Absteiger)
- SC DHfK Leipzig (Staffelsieger Ost)
- PSV 90 Dessau
- TSG Füchse Quedlinburg
- ESV Ingolstadt Schanzer Ducks
- USV Halle Saalebiber
- UHC Döbeln
- SC Potsdam (letzte Saison als FBC Havel)
- FC Rennsteig Avalanche
- Eisbären Juniors Berlin (Aufsteiger)

## Modus
Der Spielbetrieb findet in zwei regionalen Staffeln statt: Staffel Nord/West und Süd/Ost. In der Vorrunde spielt jedes Team staffelintern jeweils zweimal (Hin- und Rückspiel) gegen jedes andere.

### Play-offs
Die beiden Staffelbesten sind für die Play-offs qualifiziert. Diese werden im Modus Best-of-Three ausgetragen. Im Halbfinale treffen die beiden Staffelsieger, welche Heimreicht in Spiel 2 und dem möglichen dritten haben, auf den zweiten der anderen Staffel. In der Finalserie hat der Sieger aus Halbfinale I zwei Heimspiele, diese Saison das Spiel NW1 gegen SO2.
Der Sieger der Play-off-Finalserie steigt direkt in die 1. Bundesliga auf. Der Verlierer spielt gegen den Sieger des Abstiegsspiels in der Relegation, um den letzten freien Platz der nächsten Bundesliga-Saison.

### Abstieg
Steigt ein Team eines Vereins aus der 1. FBL zum Ende einer Saison in die 2. FBL ab und spielt ein weiteres Team dieses Vereins in der 2. FBL Herren, so steht dieses automatisch als Absteiger (Zwangsabsteiger) fest.
Sollten im Anschluss an die Relegationsspiele der 1. und 2. FBL in einer Staffel oder aufgrund von freiwilligem Abstieg weniger als 8 Teams verbleiben, entfallen die Spiele der Play-downs und die Relegationsspiele zwischen 2. FBL und den Floorball-Regionalligen für die entsprechende Staffel. Die Teams der Regionalligen nehmen entsprechend ihrer Platzierung in der Regionalligameisterschaft jeweils einen freien Platz in der 2. FBL Herren ein, bis die Anzahl von maximal 10 Team erreicht ist.
Das zehnt- und das neuntplatzierte Team jeder Staffel bestreiten die Spiele der Play-downs gegeneinander. Der Verlierer steigt direkt in den regionalen Spielbetrieb ab. Gibt es kein aufstiegsberechtigtes Team, so entfallen die Spiele der Play-downs und alle an den Play-downs teilnehmenden Teams sind berechtigt, in der 2. FBL zu verbleiben. Der Sieger der Playdowns spielt gegen das zweitbestplatzierte aufstiegsberechtigte Team der Regionalligameisterschaft in der Relegation. Gibt es kein oder nur ein aufstiegsberechtigtes Team, so entfallen diese Spiele.

## Tabellen

### Staffel Nord/West
| Pl. | Verein                       | Sp. | S  | U | N  | SDS | SDN | Tore    | Diff. | Pkt. |
| --- | ---------------------------- | --- | -- | - | -- | --- | --- | ------- | ----- | ---- |
| 1.  | Lilienthaler Wölfe           | 18  | 17 | 0 | 1  | 0   | 0   | 176:680 | +108  | 51   |
| 2.  | TSV Tollwut Ebersgöns (S)    | 18  | 11 | 0 | 5  | 2   | 0   | 121:970 | +24   | 37   |
| 3.  | Frankfurt Falcons            | 18  | 11 | 0 | 6  | 0   | 1   | 124:960 | +28   | 34   |
| 4.  | SSF Dragons Bonn II (N)      | 18  | 9  | 0 | 7  | 0   | 2   | 099:106 | −7    | 29   |
| 5.  | ETV Piranhhas Hamburg II (N) | 18  | 8  | 0 | 8  | 2   | 0   | 110:111 | −1    | 28   |
| 6.  | Dümptener Füchse             | 18  | 7  | 0 | 9  | 2   | 0   | 107:101 | +6    | 25   |
| 7.  | Hannover 96 (N)              | 18  | 5  | 0 | 9  | 1   | 3   | 099:132 | −1    | 20   |
| 8.  | BSV Roxel                    | 18  | 5  | 0 | 12 | 0   | 1   | 107:139 | −22   | 16   |
| 9.  | MTV Mittelnkirchen           | 18  | 4  | 0 | 12 | 2   | 0   | 092:139 | −47   | 15   |
| 10. | TV Eiche Horn Bremen         | 18  | 3  | 0 | 11 | 1   | 3   | 082:128 | −46   | 14   |

(A) – Absteiger aus der Bundesliga 2023/24

(S) – Staffelsieger Staffel Süd West 2023/24

(N) – Neuzugang, Aufsteiger aus den Regionalligen 2023/24

### Staffel Süd/Ost
| Pl. | Verein                        | Sp. | S  | U | N  | SDS | SDN | Tore    | Diff. | Pkt. |
| --- | ----------------------------- | --- | -- | - | -- | --- | --- | ------- | ----- | ---- |
| 1.  | SC Potsdam                    | 18  | 15 | 0 | 1  | 1   | 1   | 170:101 | +69   | 48   |
| 2.  | SC DHfK Leipzig (S)           | 18  | 14 | 0 | 2  | 0   | 2   | 165:810 | +84   | 44   |
| 3.  | PSV 90 Dessau                 | 18  | 13 | 0 | 4  | 1   | 0   | 158:930 | +65   | 20   |
| 4.  | TSG Füchse Quedlinburg        | 18  | 9  | 0 | 5  | 3   | 1   | 109:102 | +7    | 34   |
| 5.  | USV Halle Saalebiber          | 18  | 10 | 0 | 7  | 1   | 0   | 130:109 | +21   | 32   |
| 6.  | Red Devils Wernigerode (A)    | 18  | 7  | 0 | 3  | 1   | 1   | 097:117 | −20   | 24   |
| 7.  | UHC Döbeln                    | 18  | 4  | 0 | 10 | 2   | 2   | 102:147 | −45   | 18   |
| 8.  | Eisbären Juniors Berlin (N)   | 18  | 3  | 0 | 11 | 0   | 4   | 102:154 | −52   | 13   |
| 9.  | ESV Ingolstadt Schanzer Ducks | 18  | 1  | 0 | 14 | 3   | 0   | 082:139 | −57   | 9    |
| 10. | FC Rennsteig Avalanche        | 18  | 2  | 0 | 15 | 0   | 1   | 097:169 | −72   | 7    |

(A) – Absteiger aus der Bundesliga 2023/24

(S) – Staffelsieger Staffel Ost 2023/24

(N) – Neuzugang, Aufsteiger aus den Regionalliga Berlin-Brandenburg 2023/24

## Play-offs
|  | Halbfinale | Halbfinale              | Halbfinale      | Halbfinale | Halbfinale |            |                    | Abstiegsspiel | Abstiegsspiel | Abstiegsspiel | Abstiegsspiel | Abstiegsspiel |
|  |            |                         |                 |            |            |            |                    |               |               |               |               |               |
|  | SO1        | SC Potsdam              | 15              | 12         | –          |            |                    |               |               |               |               |               |
|  | NW2        | TSV Tollwut Ebersgöns   | 9               | 3          | –          |            |                    |               |               |               |               |               |
|  | NW2        | TSV Tollwut Ebersgöns   | 9               | 3          | –          | SO1        | SC Potsdam         | 13            | 8V            | –             |               |               |
|  |            |                         |                 |            |            | SO1        | SC Potsdam         | 13            | 8V            | –             |               |               |
|  |            | SO2                     | SC DHfK Leipzig | 8          | 7          | –          |                    |               |               |               |               |               |
|  | NW1        | SO2                     | SC DHfK Leipzig | 8          | 7          | –          | Lilienthaler Wölfe | 4             | 3             | 3             |               |               |
|  | NW1        |                         |                 |            |            |            | Lilienthaler Wölfe | 4             | 3             | 3             |               |               |
|  | SO2        | SC DHfK Leipzig         | 3               | 5          | 4          |            |                    |               |               |               |               |               |
|  | SO2        | SC DHfK Leipzig         | 3               | 5          | 4          | Relegation |                    |               |               |               |               |               |
|  |            |                         |                 |            |            |            |                    |               |               |               |               |               |
|  | SO2        | SC DHfK Leipzig         | 3               | 3          | 4          |            |                    |               |               |               |               |               |
|  | I-12       | VfL Red Hocks Kaufering | 6               | 1          | 3          |            |                    |               |               |               |               |               |

V Sieg in der Overtime

PS Sieg nach dem Penalty-Shoutout

### Halbfinale
Halbfinale 1
| 9. März 2025 16:00 Uhr |  | SC DHfK Leipzig | 3:4 (1:1, 2:0, 0:3) Spielbericht | Lilienthaler Wölfe | Sporthalle am Rabet, Leipzig Zuschauer: 196 |

| 15. März 2025 18:00 Uhr |  | Lilienthaler Wölfe | 3:5 (2:2, 1:3, 0:0) Spielbericht | SC DHfK Leipzig | Sportzentrum Schoofmoor, Lilienthal Zuschauer: 193 |

| 16. März 2025 16:00 Uhr |  | Lilienthaler Wölfe | 3:4 (1:2, 2:1, 0:1) Spielbericht | SC DHfK Leipzig | Sportzentrum Schoofmoor, Lilienthal Zuschauer: 193 |

Halbfinale 2
| 9. März 2025 16:00 Uhr |  | TSV Tollwut Ebersgöns | 9:15 (2:7, 4:4, 3:4) Spielbericht | SC Potsdam | Mehrzweckhalle Kirch-/Pohl-Göns, Pohlgöns Zuschauer: 117 |

| 15. März 2025 16:00 Uhr |  | SC Potsdam | 12:3 (4:2, 3:0, 5:1) Spielbericht | TSV Tollwut Ebersgöns | Von-Steuben-Gesamtschule, Potsdam Zuschauer: 132 |

| 16. März 2025 16:30 Uhr |  | SC Potsdam | entfällt | TSV Tollwut Ebersgöns | Von-Steuben-Gesamtschule, Potsdam |

### Finale
| 23. März 2025 15:00 Uhr |  | SC Potsdam | 13:8 (4:4, 2:3, 7:1) Spielbericht | SC DHfK Leipzig | MBS Arena Potsdam, Potsdam Zuschauer: 300 |

| 29. März 2025 18:00 Uhr |  | SC DHfK Leipzig | 7:8 n. V. (1:1, 3:3, 3:3, 0:1) Spielbericht | SC Potsdam | Sporthalle am Rabet, Leipzig |

| 30. März 2025 16:00 Uhr |  | SC Potsdam | entfällt | SC DHfK Leipzig | Mehrzweckhalle Mellensee, Am Mellensee |

### Relegation
| 5. April 2025 18:00 Uhr |  | VfL Red Hocks Kaufering | 6:3 (1:2, 3:0, 2:1) Spielbericht | SC DHfK Leipzig | Sportzentrum Kaufering, Kaufering Zuschauer: 261 |

| 12. April 2025 18:00 Uhr |  | SC DHfK Leipzig | 3:1 (2:0, 0:0, 1:1) Spielbericht | VfL Red Hocks Kaufering | Sporthalle am Rabet, Leipzig Zuschauer: 153 |

| 13. April 2025 16:00 Uhr |  | SC DHfK Leipzig | 4:3 (2:0, 2:0, 0:3) Spielbericht | VfL Red Hocks Kaufering | Sporthalle am Rabet, Leipzig Zuschauer: 197 |

## Abstieg

### Süd/Ost
Da es kein aufstiegwilliges Team aus der Region Süd/Ost gibt, entfallen die Play-Down-Spiele in dieser Staffel. In Abhängigkeit der Auf- und Absteiger in bzw. aus der 1. FBL hätte es noch bis zu zwei Absteigern in dieser Staffel geben können. 
Dadurch, dass sowohl im Abstiegsspiel der 1. FBL als auch im Finale der 2. FBL Play-offs nur Teams aus den Regionen Süd und Ost spielen, wird diese Saison kein Team aus der 2. FBL Süd/Ost absteigen.

### Nord/West
In der Region Nord/West haben sich zwei Teams aus der Regionalliga Nord (Schleswig-Holstein und Hamburg) ein Aufstiegsinteresse bekundet. Diese beiden ermitteln in einer Best-of-Three-Serie den direkten Aufsteiger in die 2. FBL aus. Der Verlierer derer spielt in der Relegation gegen den Gewinner der Play-Downs.
|  | PD-Finale und RLM | PD-Finale und RLM    | PD-Finale und RLM | PD-Finale und RLM | PD-Finale und RLM |  |  | Relegation | Relegation           | Relegation | Relegation | Relegation |
|  |                   |                      |                   |                   |                   |  |  |            |                      |            |            |            |
|  |                   |                      |                   |                   |                   |  |  |            |                      |            |            |            |
|  | 9                 | MTV Mittelnkirchen   | 3                 | 1                 | –                 |  |  |            |                      |            |            |            |
|  | 10                | TV Eiche Horn Bremen | 9                 | 10                | –                 |  |  |            |                      |            |            |            |
|  |                   |                      |                   |                   |                   |  |  | N2         | TSC Wellingsbüttel   | 5          | 6          | –          |
|  |                   |                      |                   |                   |                   |  |  | 10         | TV Eiche Horn Bremen | 14         | 13         | –          |
|  | N1                | Baltic Storms        | 9                 | 12                | –                 |  |  |            |                      |            |            |            |
|  | N2                | TSC Wellingsbüttel   | 2                 | 4                 | –                 |  |  |            |                      |            |            |            |
|  |                   |                      |                   |                   |                   |  |  |            |                      |            |            |            |

Play-Downs
| 22. März 2025 14:00 Uhr |  | MTV Mittelnkirchen | 3:9 (0:1, 0:4, 3:4) Spielbericht | TV Eiche Horn Bremen | Schulzentrum Gettorf, Gettorf Zuschauer: 73 |

| 29. März 2025 18:00 Uhr |  | TV Eiche Horn Bremen | 10:1 (5:0, 1:0, 4:1) Spielbericht | MTV Mittelnkirchen | Sportzentrum Eiche Horn, Bremen Zuschauer: 90 |

| 30. März 2025 16:00 Uhr |  | MTV Mittelnkirchen | entfällt | TV Eiche Horn Bremen | Schulzentrum Lühe, Steinkirchen |

Regionalmeisterschaft Nord/West
| 6. April 2025 14:00 Uhr |  | Baltic Storms | 9:2 (0:1, 3:0, 6:1) Spielbericht | TSC Wellingsbüttel | Schulzentrum Gettorf, Gettorf Zuschauer: 70 |

| 12. April 2025 14:00 Uhr |  | TSC Wellingsbüttel | 4:12 (0:6, 2:1, 2:5) Spielbericht | Baltic Storms | Halle am Pfeilshof, Hamburg Zuschauer: 60 |

| 13. April 2025 14:00 Uhr |  | Baltic Storms | entfällt | TSC Wellingsbüttel | Tallinnhalle, Kiel |

Relegation
| 21. April 2025 16:00 Uhr |  | TV Eiche Horn Bremen | 14:5 (5:1, 3:1, 6:3) Spielbericht | TSC Wellingsbüttel | Sportzentrum Eiche Horn, Bremen Zuschauer: 120 |

| 10. Mai 2025 15:00 Uhr |  | TSC Wellingsbüttel | 6:13 (1:4, 2:3, 3:6) Spielbericht | TV Eiche Horn Bremen | Halle am Pfeilshof, Hamburg Zuschauer: 35 |

| 11. Mai 2025 12:00 Uhr |  | TSC Wellingsbüttel | entfällt | TV Eiche Horn Bremen | Halle am Pfeilshof, Hamburg |